# Kinyongia

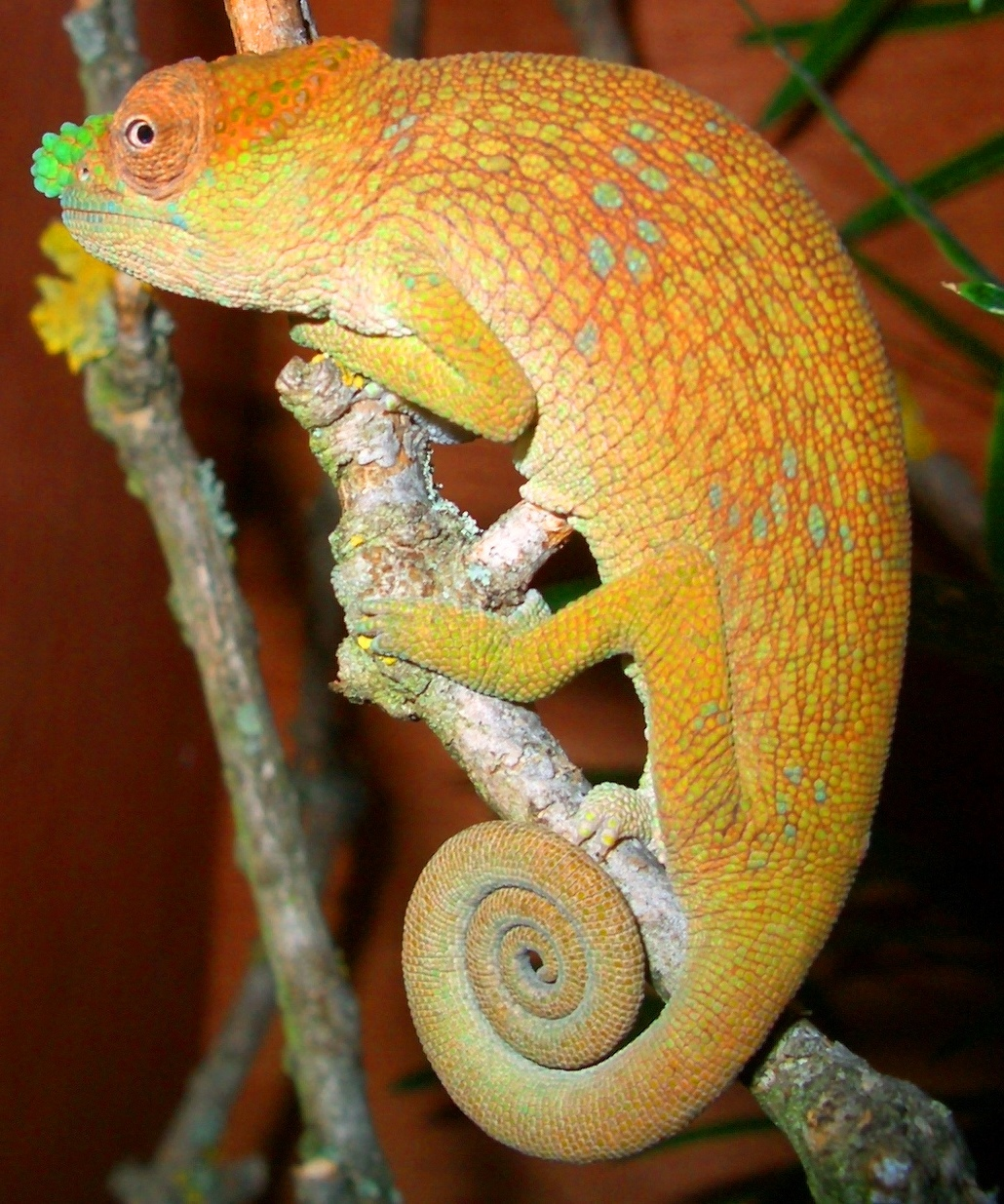
Kinyongia tenuis

Kinyongia is een geslacht van hagedissen uit de familie kameleons (Chamaeleonidae).

## Naam en indeling
De wetenschappelijke naam van de groep werd voor het eerst voorgesteld door Colin R. Tilbury, Krystal A. Tolley en William Roy Branch in 2006. Er zijn 23 soorten inclusief de pas in 2017 beschreven soorten Kinyongia itombwensis, Kinyongia rugegensis en Kinyongia tolleyae.
De verschillende soorten werden vroeger tot andere geslachten gerekend, zoals Chamaeleo en Bradypodion.

### Soorten
Het geslacht omvat de volgende soorten die onderstaand zijn weergegeven, met de auteur en het verspreidingsgebied.
| Naam                                      | Auteur                                                              | Verspreidingsgebied             |
| ----------------------------------------- | ------------------------------------------------------------------- | ------------------------------- |
| Kinyongia adolfifriderici                 | Sternfeld, 1912                                                     | Congo-Kinshasa, Rwanda, Oeganda |
| Kinyongia asheorum                        | Nečas, Sindaco, Kořený, Kopečná, Malonza & Modrý, 2009              | Kenia                           |
| Kinyongia boehmei                         | Lutzmann & Nečas, 2002                                              | Kenia                           |
| Kinyongia carpenteri                      | Parker, 1929                                                        | Oeganda, Congo-Kinshasa         |
| Kinyongia excubitor                       | Barbour, 1911                                                       | Kenia                           |
| Kinyongia fischeri                        | Reichenow, 1887                                                     | Tanzania                        |
| Kinyongia gyrolepis                       | Greenbaum, Tolley, Joma & Kusamba, 2012                             | Congo-Kinshasa                  |
| Kinyongia itombwensis                     | Hughes, Kusamba, Behangana & Greenbaum, 2017                        | Congo-Kinshasa                  |
| Kinyongia magomberae                      | Menegon, Tolley, Jones, Rovero, Marshall & Tilbury, 2009            | Tanzania                        |
| Matschie's kameleon (Kinyongia matschiei) | Werner, 1895                                                        | Tanzania                        |
| Kinyongia msuyae                          | Menegon, Loader, Davenport, Howell, Tilbury, Machaga & Tolley, 2015 | Tanzania                        |
| Kinyongia multituberculata                | Nieden, 1913                                                        | Tanzania                        |
| Kinyongia mulyai                          | Tilbury & Tolley, 2015                                              | Congo-Kinshasa                  |
| Kinyongia oxyrhina                        | Klaver & Böhme, 1988                                                | Tanzania                        |
| Kinyongia rugegensis                      | Hughes, Kusamba, Behangana & Greenbaum, 2017                        | Burundi                         |
| Kinyongia tavetana                        | Steindachner, 1891                                                  | Kenia, Tanzania                 |
| Kinyongia tenuis                          | Matschie, 1892                                                      | Kenia, Tanzania                 |
| Kinyongia tolleyae                        | Hughes, Kusamba, Behangana & Greenbaum, 2017                        | Oeganda                         |
| Kinyongia uluguruensis                    | Loveridge, 1957                                                     | Tanzania                        |
| Kinyongia uthmoelleri                     | Müller, 1938                                                        | Tanzania                        |
| Kinyongia vanheygeni                      | Nečas, 2009                                                         | Tanzania                        |
| Kinyongia vosseleri                       | Nieden, 1913                                                        | Tanzania                        |
| Kinyongia xenorhina                       | Boulenger, 1901                                                     | Oeganda, Congo-Kinshasa         |

## Verspreiding en habitat

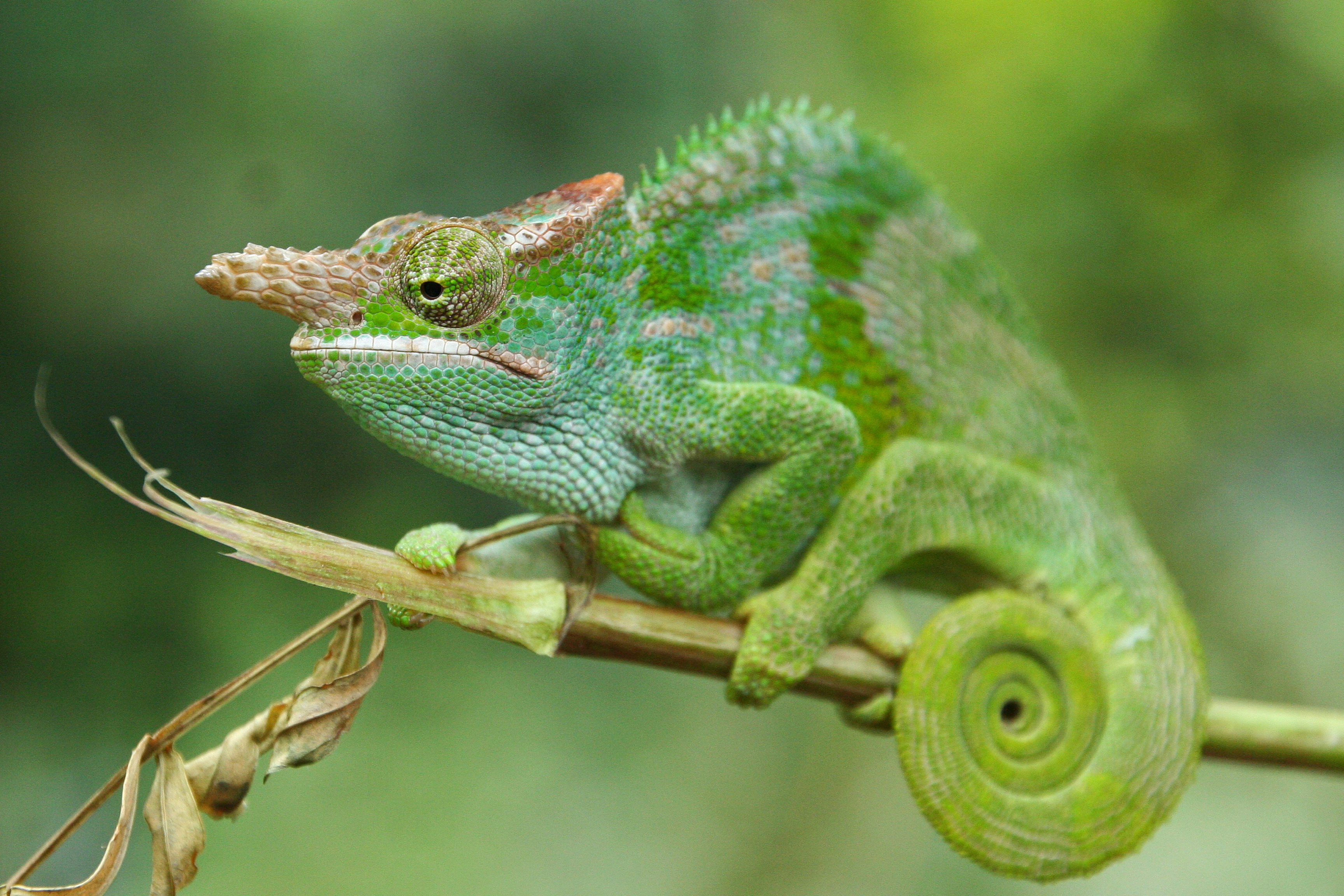
Kinyongia multituberculata, exemplaar uit Tanzania.

Alle soorten komen voor in delen van Afrika en leven in de landen Congo-Kinshasa, Kenia, Rwanda, Tanzania en Oeganda.
De meeste soorten leven in tropische en subtropische bossen, sommige soorten hebben enige tolerantie voor door de mens aangetaste bossen. Sommige soorten hebben een zeer klein verspreidingsgebied.

## Beschermingsstatus
Door de internationale natuurbeschermingsorganisatie IUCN is aan negentien soorten een beschermingsstatus toegewezen. Vier soorten worden als 'veilig' gezien (Least Concern of LC), een als 'kwetsbaar' (Vulnerable of VU) en een als 'onzeker' (Data Deficient of DD). Zeven soorten worden beschouwd als 'gevoelig' toegewezen (Near Threatened of NT) en vijf soorten als 'bedreigd' (Endangered of EN). De soort Kinyongia mulyai ten slotte staat te boek als 'ernstig bedreigd' (Critically Endangered of CR).